# Глизе 317
Глизе 317 (лат. Gliese 317) — звезда, которая находится в созвездии Компаса на расстоянии 49,9 ± 0,4 световых лет от нас. Вокруг звезды обращается, как минимум, одна планета и один кандидат в планеты.

## Характеристики
Глизе 317 принадлежит к классу тусклых маломассивных звёзд — красных карликов. Её масса эквивалентна 0,24 массы Солнца.

## Планетная система
В 2007 году группой астрономов было объявлено об открытии планеты Глизе 317 b и кандидата в планеты Глизе 317 c. Планета b представляет собой газовый гигант с массой, равной 1,2 массы Юпитера. Обращается она на расстоянии почти одной астрономической единицы от родительской звезды (т.е. почти на таком же расстоянии, как Земля от Солнца). Полный оборот она совершает за 692 суток. Вычисления показали, что при наличии второй планеты в системе между ними должен возникать орбитальный резонанс 4:1. Предположительно, планета c имеет массу 0,83 масс Юпитера, а её период обращения вокруг звезды равен приблизительно 2700 суткам.

## Ближайшее окружение звезды
Следующие звёздные системы находятся на расстоянии в пределах 10 световых лет от системы Глизе 317:
| Звезда     | Спектральный класс | Расстояние, св. лет |
| Глизе 318  | DA6 /VII           | 4,1                 |
| Глизе 357  | K-M3 V             | 6,6                 |
| Глизе 283  | DZQ6 VII / M6 V    | 8,3                 |
| Глизе 1129 | M V                | 9,5                 |
| HIP 46706  | M2-3 V / ?         | 9,8                 |
| L 672-19   | M V                | 9,9                 |